# Алексеевка (Лозовский район)
Алексе́евка (укр. Олексіївка) — село, Николаевский сельский совет, Лозовский район, Харьковская область, Украина.
Код КОАТУУ — 6323983005. Население по переписи 2001 года составляет 107 человек. Из них 54 мужчины и 53 женщины.

## Географическое положение
Село Алексеевка находится на реке Малая Терновка, выше по течению на расстоянии в 5 км расположено село Новая Ивановка, ниже но течению на расстоянии в 2 км расположено село Николаевка.

## История
- 1893 — основано как хутор Дмитревка.
- 1919 — переименовано в село Алексеевка.